# フォーク・カトリシズム
フォーク・カトリシズム（Folk Catholicism、民衆カトリシズム）は、世界のあちこちにあるカトリックの諸共同体で実施されているカトリシズムの多様な諸相である。外部の観察者によって「フォーク・カトリシズム」であると認められた習慣は所によってさまざまであり、多くの場合、ローマ・カトリック教会の公式的な教義とも異なっている。
フォーク・カトリシズム的風習の諸形態には、非カトリック信仰との混淆に基づくものもあり、カトリックの諸聖人と非キリスト教の諸神格との混淆を伴うこともある。こうしたフォーク・カトリシズムの諸形態の中には、カリブ諸国やブラジルでのカトリシズムと西アフリカの宗教の混淆（ハイチのヴードゥー教、キューバのサンテリア、ブラジルのカンドンブレを含む）のように、別個の宗教と認識されるようになったものもある。同様にカトリックの慣行とアメリカ原住民ないし土着民の信仰体系の間にも複合的混淆がある（多くの事例のうち2例を挙げるならば、グアテマラのマヤ族の共同体やペルーのケチュア族の共同体にみられるような）が、これらは一般的には別個の宗教として名指されることはない。その従事者は一般に自分たちを「よきカトリック教徒」と考えている。
その他のフォーク・カトリシズム的風習はカトリックの慣習の地方的同化であり、正統的なカトリックの教義と矛盾しない。そうした慣行には、近代ラテンアメリカにおけるコンパドラスゴ (en:compadre) が挙げられる。これは17世紀以後のヨーロッパで廃れた中世ヨーロッパのカトリックの規範的慣行と、中世・近代のヨーロッパにおける儀礼的巡礼から発展したものである。近代のフォーク・カトリシズムの信仰と慣習には、アイルランドにおける司祭たちの奇跡の物語、スペインにおける聖処女マリアの出現やその他の聖人の物語、ラテンアメリカやヨーロッパでの、聖人たちへ請願を立てることをめぐる民衆的諸慣行などがある。
フォーク・カトリシズムは、しばしば引き合いに出されるラテンアメリカや西インド諸島の場合だけでなく、カトリックが主要な宗教となっているところではどこでも生ずるものである。正統的なカトリシズムとその土地々々での信仰との民衆的融合は、ゲール的スコットランド、フィリピン、アイルランド、スペイン、ポルトガル、フランス、イタリア、ポーランドでも見出される。民衆宗教 (en:folk religion) も参照せよ。
ローマ・カトリック教会はフォーク・カトリシズムに対して現実的な姿勢を取っており、しばしばマリアの出現や似たような奇跡を「信ずるに値する」と布告することがあり（たとえばファティマの聖母）、また、実際の認定を経ず信仰の奨励もせずに地方の聖人崇敬を承認することがよくある。

## 文献
- Allen, Catherine. The Hold Life Has: Coca and Cultural Identity in an Andean Community. Washington: Smithsonian Institution Press, 1999, 2002.
- Badone, Ellen, ed. Religious Orthodoxy and Popular Faith in European Society. Princeton: Princeton University Press, 1990.
- Christian, William A., Jr. Apparitions in Late Medieval and Renaissance Spain. Princeton: Princeton University Press, 1981.
- Johnson, Paul Christopher. Secrets, Gossip, and Gods : The Transformation of Brazilian Candomblé. Oxford: Oxford University Press, 2002.
- Nutini, Hugo. Ritual Kinship: Ideological and Structural Integration of the Compadrazgo System in Rural Tlaxcala. Princeton: Princeton University Press, 1984.
- Nutini, Hugo. Todos Santos in Rural Tlaxcala: A Syncretic, Expressive, and Symbolic Analysis of the Cult of the Dead. Princeton: Princeton University Press, 1988.
- Taylor, Lawrence J. Occasions of Faith: An Anthropology of Irish Catholics. Philadelphia: University of Pennsylvania Press, 1995.